# سان جيوفاني ديجلي إيريميتي

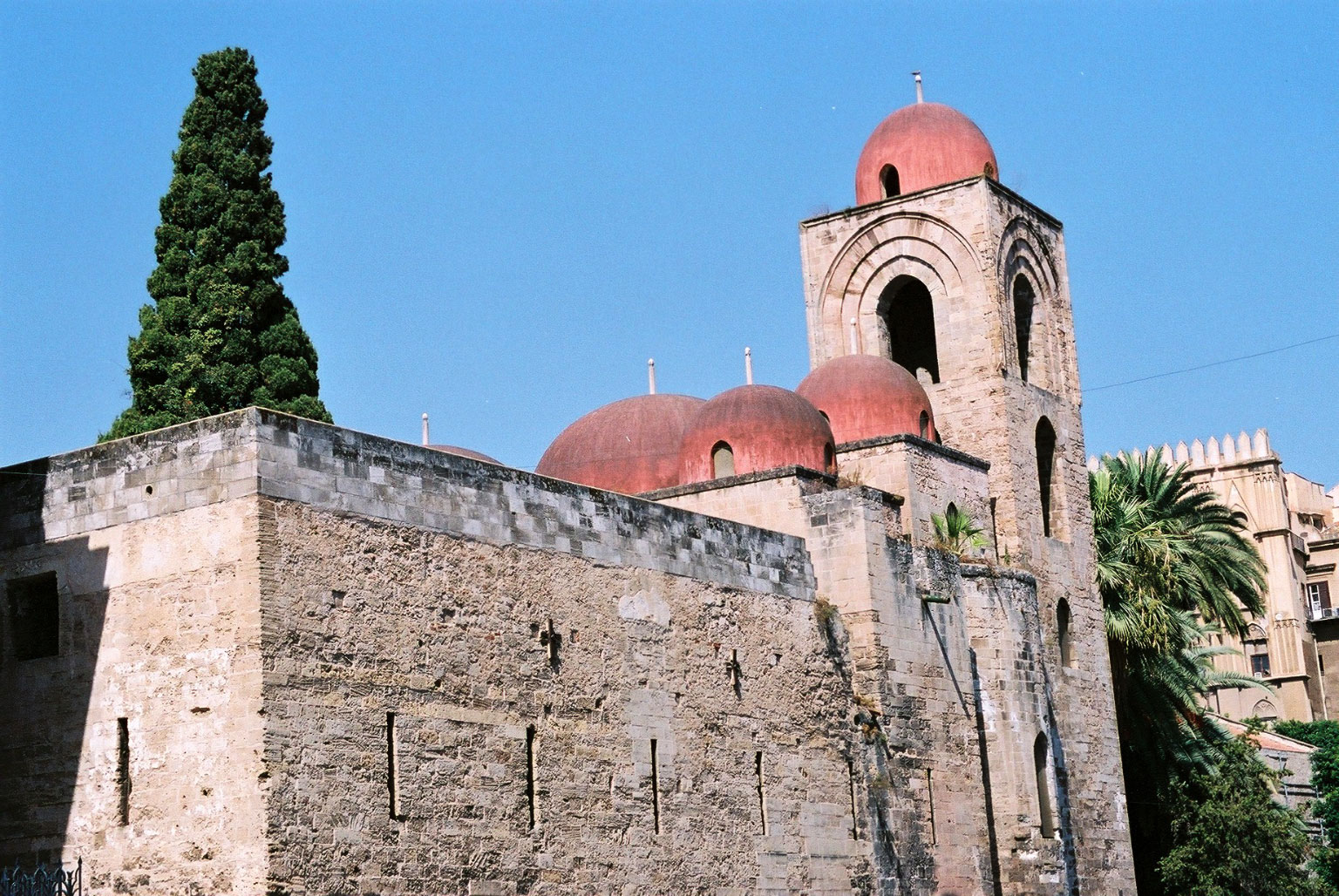
سان جيوفاني ديجلي إيريميتي.

سان جيوفاني ديجلي إيريميتي (القديس يوحنا الناسك) هي كنيسة في باليرمو جنوب إيطاليا بالقرب من بالاتسو دي نورماني.
تعود أصول الكنيسة إلى القرن السادس. في وقت لاحق وبعد الفتح الإسلامي لصقلية تم تحويلها إلى مسجد. بعد هيمنة النورمان على جنوب إيطاليا، أعادها إلى المسيحيين روجر الثاني ملك صقلية والذي في حوالي 1136 عهد بها إلى الرهبان البينديكتين للقديس وليام من فرشيلي.